# Eräjärvi (sjö i Finland)
Eräjärvi är en sjö i Finland. Den ligger i Orivesi stad i landskapet Birkaland, i den södra delen av landet, 160 km norr om huvudstaden Helsingfors. Eräjärvi ligger 87 meter över havet. Arean är 8,35 kvadratkilometer och strandlinjen är 39,56 kilometer lång. Sjön  ingår i Kumo älvs huvudavrinningsområde.   I omgivningarna runt Eräjärvi växer i huvudsak blandskog. Den sträcker sig 4,4 kilometer i nord-sydlig riktning, och 6,0 kilometer i öst-västlig riktning.
I övrigt finns följande i Eräjärvi:
- Pappilansaaret (en ö)